# Alectryon unilobatus
Alectryon unilobatus är en kinesträdsväxtart som beskrevs av Sally T. Reynolds. Alectryon unilobatus ingår i släktet Alectryon och familjen kinesträdsväxter. Inga underarter finns listade i Catalogue of Life.